# Плоскочерепная бурозубка
Плоскочерепная бурозубка или бурая бурозубка (Sorex roboratus) — это вид землеройки из рода бурозубок (Sorex). Этот вид обитает в таежной зоне Сибири,  Монголии и северного Китая.

## Описание
Длина тела этой бурозубки от 5,8 до 8,7 сантиметров, этот вид относится к бурозубкам среднего и крупного размера. Хвост достигает длины от 31 до 43 миллиметров, то есть короче тела. Стопа от 12 до 15 миллиметров. Мех на спине очень темный, коричневый, бока светлее, брюшко песочно-серое. Хвост резко двуцветный с тёмной верхней частью и светлоё нижней стороной.
Обшая длина черепа от 20 до 22 миллиметров. Зубная формула у этого вида типичная для рода бурозубок: в верхней челюсти один резец (incisivus), затем идут пять остроконечных промежуточных зубов, один премоляр (premolar) и три моляра (molares).  На нижней челюсти позади резцов находятся по одному клыку (caninus). Всего у животных набор из 32 зубов. Коронки зубов окрашены в темно-бурый цвет, как это характерно для данного рода.
Диплойдный набор хромосом плоскочерепной бурозубки состоит содержит 2n=42 (FN=70).

## Распространение
Плоскочерепная бурозубка встречается в таёжных хвойных лесах и лесотундре северной Азии от Урала до Тихого океана. Этот вид обитает на территории для некоторых частей России, Монголии и Китая. В Монголии этот вид обитает в бассейне реки Онон в Хэнтейских горах, на озере Хубсугул и на реке Халхин-Гол в Большой Хинган. В Китае этот вид встречается только на севере провинции Синьцзян на Алтае.

## Образ жизни
Населяет, как и многие бурозубки, разнообразные преимущественно таёжные местообитания. На Атае и в Саянах предпочитает темно-хвойную тайгу и избегает луга и остепненные склоны. В среднем течении Енисея населяет высокую лесную пойму и совсем не встречается на водоразделах (плакорах), где по предположению М. В. Зайцева с соавторами её вытесняет обыкновенная бурозубка. На северной Енисее и в енисейской лесотундре, где обыкновенной бурозубки нет, населяет и тот и другой биотоп. В Якутии, где заходит в тундру, предпочитает поймы с влажными осоковыми лугами, но встречается и на таёжных водоразделах. На юге Якутии (р. Олёкма), севере Монголии (хр. Хэнтэй) обитает на лугах с зарослями кстарников. В Приморье избегает темнохвойную тайгу и широколиственные леса и селится в лесо-степных биотопах, последнее М.В. Зайцев с соавторами объясняют конкуренцией с когтистой бурозубкой.
Немногочсленна, лишь в черневой тайге на севере Алатая и на Северной Енисее может стать субдоминантом в отловах.    
В большинстве регионов основой питания являются дождевые черви (60-90% содержимого желудков). Как объекты питания известны пауки (всюду), клопы (Енисей), жуки (Амур и Якутия), двукрылые (р. Лена), личинки бабочек (Амурская область). В Западной Сибири и на Восточном Сайне питание характеризуется низким содержанием черевей (до 7%).
Рамножаются с мая до сентября. Самки за сезон имеют два-три выводка. Среднее чило эмбрионов варьирует в зависмости от региона: 4.0 в Приморье, 7.4 на Алтае, 8.1 на северном Енисее, 8.2 в Амурской области, 9.1 на Колыме. В Якутии сеголетки регулярно включаются в размножение, и напротив в Приморье этого никогда не происходит.

## Cистематика
Плоскочерепная бурозубка рассматривается как самостоятельный вид в составе рода бурозубок (Sorex), который состоит примерно из 80 видов. Научное первое описание было сделано Недом Холлистеррм в 1913 году по экземрлярам  из Горно-Алтайской области в России. Этот вид был ранее известен как Sorex vir G. Allen, 1914, но после того как было установлено, что Холлистером описан тот же вид, приоритет был отдан предложенному им названию как более старшему синониму. Внутри рода вид относится к подроду Sorex и  группе видов S. caecutiens.
В некоторых последних обзорах подвиды внутри вида данного вида не выделены, кроме номинальной формы Sorex roboratus roboratus
Но М. В. Зайцев с соавторами выделяют 5 подвидов:
- S. r. roboratus Hollister, 1913 Наиболее крупный с типичной окраской. Алтай и Западный Саян.
- S. r. jacutensis Dukelsky, 1928 Отличается меньшими размерами. Западная Сибирь к северу от Алтая.
- S. r. platicranius Ognev, 1921 По размерам сходен с  S. r. jacutensis, отличается широким рострумом. Приморье.
- S. r. vir Allen, 1914. Размеры средние, окраска светлее, чем у типичного подвида. Северо-восточная Сибирь, бассейны рек от Яны до Колымы.
- S. r. thomasi Ognev, 1921. Мелкие размеры, тусклая окраска. Забайкалье.

## Угрозы и охрана
Плоскочерепная бурозубка  классифицируется Международным союзом охраны природы и природных ресурсов (МСОП) как вызывающая наименьшее беспокойство из-за ее большого ареала распространения и отсутствия угрозы ее существованию. В некоторых регионах вырубка лесов и пожары представляют угрозу для мест обитания этого вида, в других — осушение и засуха. Включена в Красные книги Магаданской области и Чукотского автономного округа, обе 2008 года.